# Thalpomys lasiotis
Thalpomys lasiotis é uma espécie de mamífero da família Cricetidae. Endêmica do Brasil, onde pode ser encontrado no bioma do Cerrado na região central do país.